# Hirka Polonka, Luțk
Hirka Polonka (în ucraineană Гірка Полонка) este localitatea de reședință a comunei Hirka Polonka din raionul Luțk, regiunea Volînia, Ucraina.

## Demografie
Componența lingvistică a localității Hirka Polonka
     Ucraineană (98,98%)
     Alte limbi (0,94%)
Conform recensământului din 2001, majoritatea populației localității Hirka Polonka era vorbitoare de ucraineană (98,98%), existând în minoritate și vorbitori de alte limbi.